# Kumuhonua
Kumuhonua (ili Kumu-Honua) bio je veliki poglavica (havajski Aliʻi Nui) havajskog ostrva Oahua na drevnim Havajima. Nazvan je po prvom čoveku iz havajske mitologije.
Bio je sin poglavice Mulielealiija, sina tahitskog čarobnjaka Mavekea.
Majka mu je bila poglavarka Vehelani, žena Mulielealiija, koja je takođe bila supruga njegovog strica Keaunuija. Ćerka Vehelani i Keaunuija bila je velika poglavarka Nuakea od Molokaija.
Veliki poglavica Moikeha od Kauaija, poglavica Olopana i poglavarka Hainakolo bili su braća i sestra Kumuhonue.
Kumuhonua je bio otac četiri sina, čija su imena:
- Elepuukahonua, veliki poglavica ostrva Oahua[2]
- Molohaia
- Kahakuokane
- Kukavaieakane

Kumuhonua je postao dio jednog havajskog mita — prema tom mitu, on je bio u sukobu, premda smrtnik, sa boginjom Haumejom.